# Morrison Bluff
Das Morrison Bluff ist ein hohes Kliff aus Fels und Eis im westantarktischen Marie-Byrd-Land. Es ragt aus dem westlichen Massiv der Kohler Range 8 km östlich des Manfull Ridge auf.
Der United States Geological Survey (USGS) kartierte das Kliff anhand eigener Vermessungen und Luftaufnahmen der United States Navy aus den Jahren von 1959 bis 1966. Das Advisory Committee on Antarctic Names benannte es 1967 nach Charles E. Morrison, Topografieingenieur bei mehreren antarktischen Kampagnen des USGS zwischen 1964 und 1972.